# Bitwa pod Toropcem
Bitwa pod Toropcem – starcie zbrojne, które miało miejsce 20 września 1580 pod Toropcem w czasie wojny polsko-rosyjskiej 1577–1582.
2600 jazdy pod wodzą księcia Janusza Zbaraskiego rozbiło tu 4000 doborowej kawalerii rosyjskiej wojewodów Dmitrija Czeremisowa i Grigorija Naszczokina. Wzięły w niej udział najlepsze chorągwie rotmistrzów królewskich: Mikołaja Jazłowieckiego, Stanisława Diabła Stadnickiego, Jerzego Farensbacha oraz Andrzeja i Mikołaja Zebrzydowskich. 
Podczas przekraczania przez Moskwian brodu po grobli zaskoczył ich dowódca straży przedniej wojsk polskich Stefan Karoli. Następnie na broniących się żołnierzy ruszyła konnica Jana Zborowskiego, a po niej rajtarzy i arkebuzerzy, którzy zmusili strzelców moskiewskich do opuszczenia brodu. Podczas gdy chorągwie Stefana Karolego walczyły z Tatarami moskiewskimi i z bojarami rozstawionymi po drugiej stronie rzeki, na trakcie pojawiły się główne siły prowadzone przez Janusza Zbaraskiego. Na ich widok wojska moskiewskie rzuciły się do ucieczki. 
Po stronie rosyjskiej zginęło od 300 do 500 ludzi, 200 dostało się do niewoli, w tym obaj wojewodowie.